# Музей Леопольда Хёша
Музей Леопольда Хёша в Дюрене (нем. Leopold-Hoesch-Museum Düren) — художественный музей в городе Дюрен (земля Северный Рейн-Вестфалия), основанный в 1899 году и названный в честь местного предпринимателя Леопольда Хёша; средства на строительство нового музея выделил городу сын Леопольда — член коммерческого совета Вильгельм Хёш; квадратное здание с ротондой, украшенное скульптурами, в стиле нео-барокко было возведено по проекту Георга Френтцена в 1905 году; здание существенно пострадало 16 ноября 1944 года, после воздушного налета на Дюрен, но не было полностью разрушено. В июне 2010 года музей был расширен за счёт строительства нового крыла — что увеличило его выставочную площадь до 3000 м².

## История и описание

### Здание
Квадратное здание музея Леопольда Хёша в Дюрене, построенное в стиле необарокко, было возведено по проекту аахенского архитектора Георга Френтцена; строительство завершилось в 1905 году. Здания, украшенное скульптурами и масштабной ротондой с лестницей, возводилось на средства Вильгельма Хёша (1845—1923) — сына местного предпринимателя Леопольда Хёша (1820—1899). Вместе с Дюренским театром (архитектор — Карл Мориц) и церковью Святой Марии, оно образует ансамбль площади Хёшплатц. С 1905 года входная зона в музей украшена двумя бронзовыми скульптурами: «Studium» (мужская фигура справа от главного входа) и «Phantasie» (женская фигура слева от главного входа) — созданными аахенским скульптором, профессором Карлом Крауссом (1859—1906).
Во время воздушного налета на Дюрен 16 ноября 1944 года театр и церковь были почти полностью разрушены (театр не был восстановлен). Музей Хеша пережил войну, став одним из немногих зданий в центре города устоявших под бомбами; только его крыша и части восточного крыла были разрушены. Реконструкция, завершившаяся в 1952 году, была выполнена без восстановления куполов — в упрощенном виде.
В период с 2007 по 2009 год музейное здание, входящее в список памятников архитектуры, было отремонтировано; по инициативе директора музея Доротеи Эймерт, архитектор Питер Кулька создал проект его расширения — дополнительный корпус был официально открыт в июне 2010 года. Второе музейное здание получило название «Günther Peill Forum» и увеличило выставочную площадь музея почти до 3000 м²; его строительство стало возможным благодаря финансовой поддержке фонда Гюнтера Пайля (Günther-Peill-Stiftung). Бронзовая статуя Орфея, подаренная музею по случаю его 75-летия (в 1980 году) местными компаниями с 1984 года стояла справа недалеко от входа; после того как музей был расширен в этом месте, её перевезли на территорию музыкальной школы «Musikschule Ecke». В конце июня 2011 года перед музеем была установлена 80-тонная каменная скульптура «Ursprung», созданная Ульрихом Рюкриемем из доломита «Anröchter Stein».

### Коллекция и выставки
Когда музей Хеша был открыт в 1905 году он представлял собой «смешанный» музей (как это часто встречалось в Германской империи того времени). В нём размещалась и «Коллекция городских монет и древностей» (Städtische Münz- und Altertumssammlung), основанная в 1873 году фондом фармацевта Дамиана Румпеля (Damian Rumpel). К монетному собранию были добавлены и находки с раскопок, проводившихся историком Августом Шуопом (August Schoop) — а также и коллекция Ричарда Шлайхера (1906). В 1907—1908 годах обширная коллекция монет Эберхарда Хеша и 650 предметов, найденных в озере Нойенбург (коллекция Бенно Шуллера) были выставлены в музее. Коллекция фотографа и охотника Карла Георга Шиллинга (1865—1921), которую он привез из своих многочисленных поездок по Восточной Африки, также экспонировалась на постоянной основе — сегодня она разместилась в городском музее (Stadtmuseum Düren), основанном в 2009 году.
С 1906 года в музее были выставлены произведения искусства из частных коллекций горожан: например, коллекция инкунабул Иды Шёллер (Ida Schoeller). Тогда же музей начал ежегодно проводится по несколько выставок, включая и произведения современного (для того времени) искусства. Август фон Брандис, Кристиан Рольфс, Макс Клингер, Эрнст Барлах, Кете Кольвиц и Эмиль Нольде были среди выставлявшихся авторов. Директор музея успел в 1935 году провести персональную выставку экспрессиониста Отто Мюллера, прежде чем его «дегенеративное» (по мнению национал-социалистов) искусство не было запрещено. Благодаря деятельности музейного объединения «Museumsverein Düren e.V.», основанного в один год с открытием музея — а также и частных пожертвований — музей смог значительно расширить свои фонды. Сегодня он продолжает приобретать произведения современного искусства и проводить временные выставки ныне живущих художников. Произведения из бумаги представляют особый интерес для музея в «газетной столице» Германии (см. Музей бумаги).